# Sportverein 1916 Sandhausen 2020-2021
Questa voce raccoglie le informazioni riguardanti lo Sportverein 1916 Sandhausen nelle competizioni ufficiali della stagione 2020-2021.

## Stagione
Nella stagione 2020-2021 il Sandhausen, allenato da Uwe Koschinat, Michael Schiele e Gerhard Kleppinger, concluse il campionato di 2. Bundesliga al 15º posto. In Coppa di Germania il Sandhausen fu eliminato al secondo turno dal Wolfsburg.

## Rosa
| N. |                     | Ruolo | Calciatore        |
| -- | ------------------- | ----- | ----------------- |
| 1  | Grecia (bandiera)   | P     | Stefanos Kapino   |
| 2  | Russia (bandiera)   | D     | Aleksandr Žirov   |
| 3  | Germania (bandiera) | D     | Diego Contento    |
| 5  | Germania (bandiera) | C     | Janik Bachmann    |
| 6  | Germania (bandiera) | C     | Denis Linsmayer   |
| 7  | Germania (bandiera) | A     | Nikos Zografakis  |
| 9  | Germania (bandiera) | A     | Daniel Keita-Ruel |
| 10 | Germania (bandiera) | C     | Julius Biada      |
| 13 | Germania (bandiera) | P     | Rick Wulle        |
| 14 | Germania (bandiera) | D     | Tim Kister        |
| 15 | Germania (bandiera) | P     | Philipp Heerwagen |
| 16 | Germania (bandiera) | A     | Kevin Behrens     |
| 17 | Germania (bandiera) | C     | Erik Zenga        |
| 18 | Germania (bandiera) | D     | Dennis Diekmeier  |

| N. |                      | Ruolo | Calciatore            |
| -- | -------------------- | ----- | --------------------- |
| 19 | Danimarca (bandiera) | C     | Nikolas Nartey        |
| 20 | Germania (bandiera)  | C     | Emanuel Taffertshofer |
| 21 | Venezuela (bandiera) | C     | Enrique Peña          |
| 22 | Germania (bandiera)  | D     | Gerrit Nauber         |
| 23 | Germania (bandiera)  | D     | Nils Röseler          |
| 24 | Germania (bandiera)  | D     | Philipp Klingmann     |
| 26 | Kosovo (bandiera)    | C     | Besar Halimi          |
| 27 | Germania (bandiera)  | C     | Robin Scheu           |
| 30 | Germania (bandiera)  | D     | Sören Dieckmann       |
| 32 | Germania (bandiera)  | A     | Patrick Schmidt       |
| 33 | Germania (bandiera)  | D     | Alexander Rossipal    |
| 35 | Germania (bandiera)  | A     | Alexander Esswein     |
| 40 | Germania (bandiera)  | P     | Benedikt Grawe        |

## Organigramma societario
Area tecnica
- Allenatore: Gerhard Kleppinger
- Allenatore in seconda: Stefan Kulovits
- Preparatore dei portieri: Daniel Ischdonat
- Preparatori atletici: Dirk Stelly

## Calciomercato

### Sessione estiva
| Acquisti | Acquisti           | Acquisti           | Acquisti |
| R.       | Nome               | da                 | Modalità |
| -------- | ------------------ | ------------------ | -------- |
| A        | Alexander Esswein  | Sconosciuta        |          |
| A        | Daniel Keita-Ruel  | Greuther Fürth     |          |
| C        | Nikolas Nartey     | Stoccarda          |          |
| A        | Florian Hansch     | Hallescher         |          |
| D        | Alexander Rossipal | Preußen Münster    |          |
| D        | Diego Contento     | Fortuna Düsseldorf |          |
| D        | Nils Röseler       | VVV-Venlo          |          |

| Cessioni | Cessioni       | Cessioni         | Cessioni |
| R.       | Nome           | a                | Modalità |
| -------- | -------------- | ---------------- | -------- |
| A        | Mario Engels   | Sparta Rotterdam |          |
| D        | Leart Paqarada | St. Pauli        |          |
| D        | Jesper Verlaat | Waldhof Mannheim |          |
| D        | Roman Hauk     | Astoria Walldorf |          |

### Sessione invernale
| Acquisti | Acquisti         | Acquisti       | Acquisti |
| R.       | Nome             | da             | Modalità |
| -------- | ---------------- | -------------- | -------- |
| A        | Nikos Zografakis | Stoccarda II   |          |
| C        | Janik Bachmann   | Kaiserslautern |          |
| P        | Stefanos Kapino  | Werder Brema   |          |
| A        | Patrick Schmidt  | Heidenheim     |          |

| Cessioni | Cessioni        | Cessioni       | Cessioni |
| R.       | Nome            | a              | Modalità |
| -------- | --------------- | -------------- | -------- |
| A        | Aziz Bouhaddouz | Duisburg       |          |
| C        | Philip Türpitz  | Hansa Rostock  |          |
| C        | Anas Ouahim     | Kaiserslautern |          |
| C        | Marlon Frey     | Duisburg       |          |
| P        | Martin Fraisl   | ADO Den Haag   |          |

## Risultati

### 2. Bundesliga

#### Girone di andata
| Arbitro: | Winkmann |

|                                 |           |                       |
| Keita-Ruel 29’, 38’ (rig.), 74’ | Marcatori | 19’ Honsak 90’ Skarke |

| Arbitro: | Reichel |

|          |           |  |
| Mühl 77’ | Marcatori |  |

| Arbitro: | Waschitzki-Günther |

|                    |           |  |
| Buballa 45’ (aut.) | Marcatori |  |

| Arbitro: | Willenborg |

|                                  |           |  |
| Hofmann 3’ Kother 30’ Kobald 46’ | Marcatori |  |

| Arbitro: | Cortus |

|           |           |                   |
| Scheu 37’ | Marcatori | 28’ (rig.) Srbeny |

| Arbitro: | Siewer |

|                         |           |             |
| Beermann 42’ Ajdini 45’ | Marcatori | 61’ Behrens |

| Arbitro: | Alt |

|                        |           |                         |
| Esswein 3’ Behrens 26’ | Marcatori | 46’ Proschwitz 90’ Otto |

| Arbitro: | Schlager |

|                     |           |  |
| Hennings 59’ (rig.) | Marcatori |  |

| Arbitro: | Cortus |

|                    |           |                                           |
| Behrens 19’ (rig.) | Marcatori | 31’ Krüger 40’, 63’ Zolinski 74’ Testroet |

| Arbitro: | Storks |

|                       |           |                                  |
| Lotrič 42’ Hägele 88’ | Marcatori | 18’, 70’ Keita-Ruel 54’ Paurević |

| Arbitro: | Aarnink |

|  |           |                                   |
|  | Marcatori | 30’ Green 33’ Leweling 88’ Abiama |

| Arbitro: | Gerach |

|                                         |           |  |
| Terodde 30’, 67’ Onana 78’ Vagnoman 90’ | Marcatori |  |

| Arbitro: | Jöllenbeck |

|  |           |                           |
|  | Marcatori | 70’ Dehm 81’ (rig.) Serra |

| Arbitro: | Kampka |

|                                   |           |  |
| Ducksch 23’, 52’ Twumasi 48’, 89’ | Marcatori |  |

| Arbitro: | Badstübner |

|                                               |           |  |
| Biada 9’ Röseler 32’ Rossipal 59’ Behrens 82’ | Marcatori |  |

| Arbitro: | Winter |

|                            |           |               |
| George 58’, 68’ Stolze 63’ | Marcatori | 6’ Keita-Ruel |

| Arbitro: | Bacher |

|             |           |          |
| Behrens 44’ | Marcatori | 84’ Žulj |

#### Girone di ritorno
| Arbitro: | Reichel |

|                 |           |          |
| Mehlem 36’, 48’ | Marcatori | 1’ Žirov |

| Arbitro: | Jöllenbeck |

|                            |           |  |
| Röseler 43’ Keita-Ruel 90’ | Marcatori |  |

| Arbitro: | Alt |

|                            |           |             |
| Kyereh 67’ Burgstaller 71’ | Marcatori | 74’ Behrens |

| Arbitro: | Brych |

|                         |           |                           |
| Behrens 30’ Schmidt 40’ | Marcatori | 46’ Hofmann 53’, 76’ Choi |

| Arbitro: | Hartmann |

|                            |           |            |
| Srbeny 36’ Antwi-Adjei 74’ | Marcatori | 15’ Halimi |

| Arbitro: | Storks |

|                                                    |           |  |
| Esswein 6’ (rig.) Behrens 63’ (rig.) Klingmann 88’ | Marcatori |  |

| Arbitro: | Sather |

|           |           |  |
| Kroos 90’ | Marcatori |  |

| Sandhausen 13 marzo 2021, ore 13:00 CET 25ª giornata | Sandhausen | 0 – 0 referto | Fortuna Düsseldorf | Hardtwaldstadion (0 spett.)\| Arbitro: \| Kampka \| |
| Arbitro:                                             | Kampka     |               |                    |                                                     |

| Arbitro: | Siewer |

|                         |           |  |
| Krüger 54’ Testroet 70’ | Marcatori |  |

| Arbitro: | Cortus |

|                    |           |  |
| Behrens 45’ (rig.) | Marcatori |  |

| Arbitro: | Schmidt |

|                                       |           |                     |
| Sarpei 6’ Žirov 77’ (aut.) Hrgota 86’ | Marcatori | 36’, 52’ Keita-Ruel |

| Arbitro: | Osmers |

|                                     |           |                 |
| Ambrosius 46’ (aut.) Keita-Ruel 52’ | Marcatori | 76’ Wintzheimer |

| Arbitro: | Stieler |

|                       |           |  |
| Bartels 22’ Serra 69’ | Marcatori |  |

| Arbitro: | Badstübner |

|                                                  |           |                           |
| Biada 26’ Behrens 68’ (rig.), 90’ Keita-Ruel 81’ | Marcatori | 42’ Muslija 63’ Sulejmani |

| Arbitro: | Jöllenbeck |

|                            |           |                |
| Mainka 59’ Kleindienst 81’ | Marcatori | 43’ Keita-Ruel |

| Arbitro: | Winter |

|                         |           |  |
| Bachmann 5’ Behrens 42’ | Marcatori |  |

| Arbitro: | Reichel |

|                                   |           |             |
| Pantović 29’ Losilla 78’ Žulj 87’ | Marcatori | 60’ Behrens |

### Coppa di Germania
| Arbitro: | Winter |

|             |           |                |
| Marquet 40’ | Marcatori | 23’, 45’ Biada |

| Arbitro: | Winkmann |

|                                           |           |  |
| Gerhardt 27’ Weghorst 30’, 90’ Victor 41’ | Marcatori |  |

## Statistiche

### Statistiche di squadra
| Competizione      | Punti | In casa | In casa | In casa | In casa | In casa | In casa | In trasferta | In trasferta | In trasferta | In trasferta | In trasferta | In trasferta | Totale | Totale | Totale | Totale | Totale | Totale | DR  |
| Competizione      | Punti | G       | V       | N       | P       | Gf      | Gs      | G            | V            | N            | P            | Gf           | Gs           | G      | V      | N      | P      | Gf     | Gs     | DR  |
| ----------------- | ----- | ------- | ------- | ------- | ------- | ------- | ------- | ------------ | ------------ | ------------ | ------------ | ------------ | ------------ | ------ | ------ | ------ | ------ | ------ | ------ | --- |
| 2. Bundesliga     | 34    | 17      | 9       | 4       | 4       | 29      | 21      | 17           | 1            | 0            | 16           | 12           | 39           | 34     | 10     | 4      | 20     | 41     | 60     | -19 |
| Coppa di Germania | -     | 0       | 0       | 0       | 0       | 0       | 0       | 2            | 1            | 0            | 1            | 2            | 5            | 2      | 1      | 0      | 1      | 2      | 5      | -3  |
| Totale            | 34    | 17      | 9       | 4       | 4       | 29      | 21      | 19           | 2            | 0            | 17           | 14           | 44           | 36     | 11     | 4      | 21     | 43     | 65     | -22 |

### Andamento in campionato
| Giornata  | 1 | 2  | 3 | 4 | 5 | 6  | 7  | 8  | 9  | 10 | 11 | 12 | 13 | 14 | 15 | 16 | 17 | 18 | 19 | 20 | 21 | 22 | 23 | 24 | 25 | 26 | 27 | 28 | 29 | 30 | 31 | 32 | 33 | 34 |
| --------- | - | -- | - | - | - | -- | -- | -- | -- | -- | -- | -- | -- | -- | -- | -- | -- | -- | -- | -- | -- | -- | -- | -- | -- | -- | -- | -- | -- | -- | -- | -- | -- | -- |
| Luogo     | C | T  | C | T | C | T  | C  | T  | C  | T  | C  | T  | C  | T  | C  | T  | C  | T  | C  | T  | C  | T  | C  | T  | C  | T  | C  | T  | C  | T  | C  | T  | C  | T  |
| Risultato | V | P  | V | P | N | P  | N  | P  | P  | V  | P  | P  | P  | P  | V  | P  | N  | P  | V  | P  | P  | P  | V  | P  | N  | P  | V  | P  | V  | P  | V  | P  | V  | P  |
| Posizione | 4 | 10 | 4 | 7 | 8 | 12 | 12 | 15 | 15 | 15 | 15 | 16 | 16 | 16 | 15 | 15 | 16 | 17 | 16 | 16 | 16 | 17 | 16 | 17 | 17 | 17 | 17 | 17 | 16 | 16 | 15 | 15 | 15 | 15 |

Legenda:

Luogo: C = Casa; T = Trasferta. Risultato: V = Vittoria; N = Pareggio; P = Sconfitta.

### Statistiche dei giocatori
| Giocatore        | 2. Bundesliga | 2. Bundesliga | 2. Bundesliga | 2. Bundesliga | Coppa di Germania | Coppa di Germania | Coppa di Germania | Coppa di Germania | Totale   | Totale | Totale      | Totale     |
| Giocatore        | Presenze      | Reti          | Ammonizioni   | Espulsioni    | Presenze          | Reti              | Ammonizioni       | Espulsioni        | Presenze | Reti   | Ammonizioni | Espulsioni |
| ---------------- | ------------- | ------------- | ------------- | ------------- | ----------------- | ----------------- | ----------------- | ----------------- | -------- | ------ | ----------- | ---------- |
| J. Bachmann      | 16            | 1             | 2             | 0             | 0                 | 0                 | 0                 | 0                 | 16       | 1      | 2           | 0          |
| K. Behrens       | 32            | 13            | 5             | 0             | 1                 | 0                 | 0                 | 0                 | 33       | 13     | 5           | 0          |
| J. Biada         | 23            | 2             | 3             | 0             | 2                 | 2                 | 0                 | 0                 | 25       | 4      | 3           | 0          |
| A. Bouhaddouz    | 14            | 0             | 1             | 0             | 2                 | 0                 | 0                 | 0                 | 16       | 0      | 1           | 0          |
| D. Contento      | 24            | 0             | 6             | 1             | 2                 | 0                 | 1                 | 0                 | 26       | 0      | 7           | 1          |
| S. Dieckmann     | 0             | 0             | 0             | 0             | 0                 | 0                 | 0                 | 0                 | 0        | 0      | 0           | 0          |
| D. Diekmeier     | 31            | 0             | 5             | 0             | 1                 | 0                 | 0                 | 0                 | 32       | 0      | 5           | 0          |
| M. Engels        | 0             | 0             | 1             | 0             | 1                 | 0                 | 0                 | 0                 | 1        | 0      | 1           | 0          |
| A. Esswein       | 26            | 2             | 1             | 0             | 1                 | 0                 | 1                 | 0                 | 27       | 2      | 2           | 0          |
| M. Fraisl        | 11            | 0             | 0             | 0             | 1                 | 0                 | 0                 | 0                 | 12       | 0      | 0           | 0          |
| M. Frey          | 0             | 0             | 0             | 0             | 0                 | 0                 | 0                 | 0                 | 0        | 0      | 0           | 0          |
| B. Grawe         | 0             | 0             | 0             | 0             | 0                 | 0                 | 0                 | 0                 | 0        | 0      | 0           | 0          |
| B. Halimi        | 12            | 1             | 0             | 0             | 1                 | 0                 | 0                 | 0                 | 13       | 1      | 0           | 0          |
| P. Heerwagen     | 0             | 0             | 0             | 0             | 0                 | 0                 | 0                 | 0                 | 0        | 0      | 0           | 0          |
| S. Kapino        | 18            | 0             | 3             | 0             | 0                 | 0                 | 0                 | 0                 | 18       | 0      | 3           | 0          |
| D. Keita-Ruel    | 31            | 12            | 1             | 0             | 2                 | 0                 | 0                 | 0                 | 33       | 12     | 1           | 0          |
| T. Kister        | 22            | 0             | 9             | 0             | 2                 | 0                 | 0                 | 0                 | 24       | 0      | 9           | 0          |
| P. Klingmann     | 7             | 1             | 1             | 0             | 0                 | 0                 | 0                 | 0                 | 7        | 1      | 1           | 0          |
| D. Linsmayer     | 23            | 0             | 5             | 0             | 1                 | 0                 | 0                 | 0                 | 24       | 0      | 5           | 0          |
| N. Nartey        | 24            | 0             | 6             | 0             | 2                 | 0                 | 1                 | 0                 | 26       | 0      | 7           | 0          |
| G. Nauber        | 24            | 0             | 7             | 0             | 1                 | 0                 | 0                 | 0                 | 25       | 0      | 7           | 0          |
| A. Ouahim        | 11            | 0             | 1             | 0             | 1                 | 0                 | 0                 | 0                 | 12       | 0      | 1           | 0          |
| I. Paurević      | 19            | 1             | 4             | 0             | 1                 | 0                 | 0                 | 0                 | 20       | 1      | 4           | 0          |
| E. Peña          | 11            | 0             | 2             | 0             | 0                 | 0                 | 0                 | 0                 | 11       | 0      | 2           | 0          |
| A. Rossipal      | 10            | 1             | 1             | 0             | 1                 | 0                 | 0                 | 0                 | 11       | 1      | 1           | 0          |
| N. Röseler       | 23            | 2             | 2             | 0             | 2                 | 0                 | 0                 | 0                 | 25       | 2      | 2           | 0          |
| R. Scheu         | 17            | 1             | 4             | 0             | 2                 | 0                 | 0                 | 0                 | 19       | 1      | 4           | 0          |
| P. Schmidt       | 6             | 1             | 0             | 1             | 0                 | 0                 | 0                 | 0                 | 6        | 1      | 0           | 1          |
| E. Taffertshofer | 21            | 0             | 7             | 0             | 1                 | 0                 | 0                 | 0                 | 22       | 0      | 7           | 0          |
| P. Türpitz       | 4             | 0             | 1             | 0             | 0                 | 0                 | 0                 | 0                 | 4        | 0      | 1           | 0          |
| R. Wulle         | 5             | 0             | 0             | 0             | 1                 | 0                 | 0                 | 0                 | 6        | 0      | 0           | 0          |
| E. Zenga         | 25            | 0             | 3             | 0             | 2                 | 0                 | 0                 | 0                 | 27       | 0      | 3           | 0          |
| A. Žirov         | 29            | 1             | 6             | 1             | 0                 | 0                 | 0                 | 0                 | 29       | 1      | 6           | 1          |
| N. Zografakis    | 0             | 0             | 0             | 0             | 0                 | 0                 | 0                 | 0                 | 0        | 0      | 0           | 0          |